# Liz Miles
Elizabeth Evelyn „Liz” Miles (ur. 25 stycznia 1955 we Fresno w  Kalifornii) – amerykańska wioślarka, olimpijka.
Reprezentowała Stany Zjednoczone we wioślarswie w konkursie wyścigu czwórek ze sternikiem na Letnich Igrzyskach Olimpijskich 1984, które odbyły się w Los Angeles w stanie Kalifornia. W skład drużyny wchodziły jeszcze cztery zawodniczki: Abby Peck, Patricia Spratlen, Jan Harville i Valerie McClain-Ward. W pierwszej rundzie ukończyły konkurencję w czasie 3:28.02. Dotarły do finałów, gdzie ukończyły konkurencję z czasem 3:23.58. Drużyna zajęła 4. miejsce.
Brała również trzy razy udział w mistrzostwach świata w wioślarstwie w ósemkach ze sternikiem. Podczas mistrzostw w 1981 i 1982 zdobyła srebrne medale, a w 1985 zajęła czwarte miejsce.